# Robert Trujillo
Roberto Agustín Miguel Santiago Samuel Trujillo Veracruz (Santa Mónica, California; 23 de octubre de 1964) es un músico estadounidense de ascendencia mexicana, conocido por ser el bajista de la banda Metallica desde 2003.   
Trujillo perteneció y tocó con bandas como Suicidal Tendencies, Black Label Society, Infectious Grooves, Ozzy Osbourne o Jerry Cantrell, entre otros. Entró a formar parte de Metallica reemplazando al anterior bajista Jason Newsted.

## Biografía

### Comienzos
Roberto Agustín  Trujillo Veracruz nació en 1964. y Creció cerca de Santa Mónica, en Venice (California), más concretamente en Dogtown. Trujillo tiene raíces mexicanas, pues su madre es de León (México) y su padre de Nuevo México. En su adolescencia escuchaba música variada, desde Led Zeppelin hasta Motown con un poco de funk. Después del nacimiento de su hijo Luis Alberto, Rob se lanzó al éxito.

### Suicidal Tendencies
Rocky George guitarrista de Suicidal Tendencies, es el que le presenta a Mike Muir, líder y vocalista de la misma. Así en 1989 entrará a formar parte del grupo sustituyendo a Bob Heathcote.
Con ellos grabará un total de 6 discos, el último data de 1997, de los que destacan los afamados Lights...Camera...Revolution!, el que muchos de sus fanes consideran su obra maestra, el cual fue todo un éxito comercial llegando a ser disco de oro en los Estados Unidos, con un sencillo y video de la canción "You Can't Bring Me Down" que triunfó en el programa de MTV "Headbanger's Ball; y The Art of Rebellion, su mayor éxito comercial, de nuevo disco de oro, disco más metalero y melódico que los anteriores. Se puede observar como el grupo se aleja de sus inicios punk y hardcore para hacer un metal de alto nivel donde se hace notar el sonido del bajo de Trujillo, con ese sonido denso, personal y esos toques funk.
Trujillo habla en 2008 a "Hall of Metal" de ST: "En Suicidal Tendencies pasaba algo parecido a cuando estuve en Black Label Society, ya que los miembros de la banda eran muy sobreprotectores con su sonido y, al igual que a Zakk Wylde en Black Label Society, tampoco les gustaba que metiéramos mano los miembros nuevos."
En los años 1990 como bajista de Suicidal acompañó muchas veces de gira a Metallica como telonero. La presencia de Trujillo sobre un escenario es una experiencia llena de energía, con una pegada atronadora así como una imagen cercana a los fanes.

### Ozzy Osbourne
En la segunda mitad de los 90 entra a formar parte de la banda de Ozzy Osbourne. Junto con el baterista Mike Bordin (Faith No More), Trujillo formó una de las secciones rítmicas más sólida de la escena del metal. También en aquel momento iba a entrar a tocar en la banda argentina A.N.I.M.A.L. pero no lo hizo porque en aquel momento estaba con Ozzy.
De esta forma su fama no hace sino acrecentarse más y más. A esto contribuye su enérgica presencia encima de los escenarios.
Con él publicaría Down to Earth (2001) y el directo Live at Budokan (2002), así como las reediciones de Blizzard of Ozz y Diary Of A Madman ambos en el 2002. Lo cual generaría cierta polémica con el bajista Bob Daisley que originalmente grabó las canciones por un problema de “royalties”.
En declaraciones para "Hall of Metal" en verano de 2008 Trujillo habla sobre su etapa con Ozzy:
"Tocar con un grande como Ozzy fue algo más cómodo de lo que había experimentado hasta la fecha (hoteles, comodidad, etc.) y aparte de ser genial tocar con alguien tan importante, también me ayudó a que no me costara entrar en otro gran grupo como Metallica años después, ya que con esa experiencia, entrar en un grande no suponía algo excesivamente nuevo."

### Black Label Society
De su unión con Ozzy, vuelve a surgirle la oportunidad de otro proyecto, participar con Zakk Wylde, guitarrista de Ozzy en Black Label Society.
Con él grabará 1919 Eternal y el DVD en vivo Boozed, Broozed, and Broken-Boned, ambos en 2002.
En una entrevista concedida a "Pop mexicano" en el verano de 2008, Robert comenta sobre su etapa en BLS:
"A Black Label Society no lo consideraba mi grupo, no era algo realmente mío. BLS es Zakk Wylde y Zakk Wylde es BLS. Él sabe cómo quiere sonar y no ve con buenos ojos los consejos del resto de componentes, así que podríamos decir que yo simplemente era el que tocaba el bajo en sus canciones y poco más."

### Jerry Cantrell
En junio de 2002 Cantrell edita su segundo disco Degradation Trip con la sección rítmica de Ozzy Osbourne, Mike Bordin (Faith No More) a la batería y el propio Trujillo al bajo.
Ese mismo año en noviembre reeditará el disco, anunciando que es la reedición definitiva con 11 temas adicionales.

### Otros proyectos
Con Benji Webbe (Skindred y Dub War) crea un proyecto llamado Mass Mental que edita un disco en Japón titulado "How to write Love Songs" en (1999), y posteriormente un directo Live In Tokyo (2001).
Glenn Tipton, guitarrista de Judas Priest publica su primer disco en solitario en 1997, llamado Baptizm of Fire. Para su realización contaría con cuatro bajistas de lujo, John Entwistle (The Who), Billy Sheehan (Mr. Big), Neil Murray (Whitesnake) y el propio Trujillo.
También formó parte de Infectious grooves, banda que tiene como gran influencia a los Red Hot Chili Peppers en su versión más funk, con quienes lanzaron 4 discos (The Plague That Makes Your Booty Moves...It's The Infectious Grooves (1991), Sarsippius' Ark (1993), Groove Family Cyco (1994), y Más Borracho (2000)). La banda sigue tocando actualmente pero limitada debido a los compromisos de Trujillo con Metallica.
Inclusive, participó en el disco Poder Latino de la banda de thrash-hardcore-metal argentina A.N.I.M.A.L. como bajista para la sexta canción del álbum "Dejar de Ser".

### Metallica

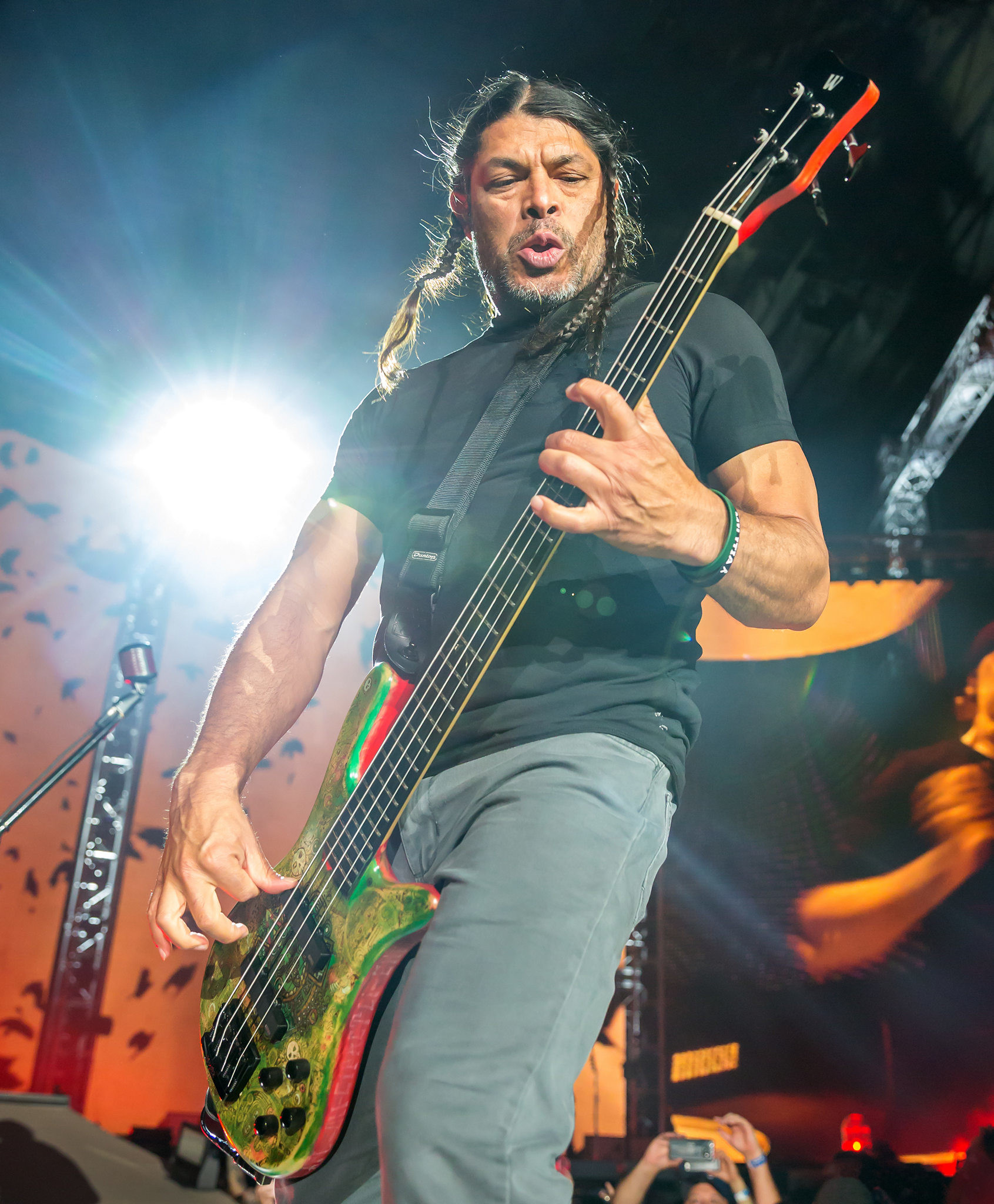
Trujillo en concierto con Metallica en 2017

El bajista Jason Newsted, abandonó la banda en 2001. Tras meses de audiciones en busca de sustituto, como puede verse en el documental Some Kind of Monster 2004, entre las que cabe destacar las de Mike Inez (Alice in Chains, Ozzy Osbourne), el actual bajista de Marilyn Manson Twiggy Ramirez, y el bajista de Kyuss, Scott Reeder, entre otros, llegó el turno de Trujillo. Después de su audición el grupo quedó impresionado por su forma de tocar, por su facilidad para tocar las canciones así como para seguirlos a ellos, en definitiva fue el elegido para formar parte del grupo como nuevo miembro permanente.
El grupo le ofreció 1 millón de dólares por unírseles en referencia al porcentaje que él podría ganar siendo de la banda, así como el asegurarse la dedicación absoluta y plena al grupo. Cabe decir que Trujillo no creía que fuera el elegido, y la noticia le sorprendió a la vez que le encantó. Pertenecer a un grupo de la popularidad de Metallica, es una proposición muy atractiva.
Se incorporó al grupo después de la edición del St. Anger (donde el productor Bob Rock grabó las pistas de bajo), hasta la actualidad.
El grupo realiza el tour Escape from the studio 2006 por todo el mundo. También este mismo año la banda apareció en un episodio de Los Simpsons.
En el 2007 graban una versión de "The Ecstasy of Gold" de Ennio Morricone que aparece en el disco tributo We All Love Ennio Morricone.
En el 2008 sacaron un nuevo disco con la producción de Rick Rubin en lugar de Bob Rock, de nombre Death Magnetic. El lanzamiento se produjo el día el 12 de septiembre de 2008, y en él es evidente la gran relevancia que Trujillo ha adquirido dentro de la banda, dado que su nombre aparece en los créditos de los 10 temas que consta el disco.
James Hetfield, en declaraciones del 16 de julio de 2008 para la "VG TV", declara: "(...)la llegada de Rob ha sido un soplo de aire fresco para el grupo(...) es un bajista excepcional, puede con todo lo que le echemos, y además el hecho de tocar con sus dedos nos brinda un sonido más completo".
También destaca la constante predisposición del bajista a participar en el proceso de composición de los nuevos temas, admitiendo que "(...)no es necesario que lo diga, y desde luego sin desmerecer en absoluto a Jason, pero Robert ha contribuido con más material propio para este, su único disco hasta el momento con Metallica, que su antecesor Jason Newsted en 14 años y 4 álbumes a sus espaldas,(...) es como si le conociésemos de toda la vida(...) y cuando veo fotos de la banda por ahí y veo que él está en nuestra banda solo puedo pensar, tío, ¡ahora molamos incluso más!"
Preguntado por "Hall of Metal" en verano de 2008, Robert comenta sobre cómo vivió el proceso de composición de Death Magnetic:
"A diferencia de la mayoría de sitios donde he tocado antes, una de las mejores cosas de tocar con Metallica es que ahora son gente muy abierta, y siempre están ahí para escuchar las ideas que les propongo, ya sea un interludio flamenco, una melodía rusa o una sección de música india. Un día me escucharon cuando estaba tocando el violín y enseguida llegaron James y Lars y me dijeron, amigo, eso esta bueno!, deberíamos introducir algo así en alguna melodía. Me hacen sentir una parte tan importante del grupo como lo son ellos."
A pesar de ello, parece que tiene muy claro su posición dentro del grupo para la creación de este álbum, ya que en la misma entrevista añade:
"No sé realmente qué piensa el resto del grupo, pero desde mi punto de vista, totalmente personal, creo que mi rol en este disco es el de un bajista duro y contundente, y mi trabajo con el bajo es hacer de apoyo y envolver y hacer de colchón al sonido de las guitarras. Siempre tienes que encontrar tu lugar en el sonido de un disco y así conseguir que el conjunto esté perfectamente equilibrado y justamente creo que eso es una de las cosas más importantes en este Death Magnetic."

## Equipo
Trujillo usa principalmente en directo bajos Fernandes, Warwick o Fender de 4 o 5 cuerdas, con predilección por las pastillas tipo jazzbass y de 5 cuerdas. Desde su entrada en Metallica utiliza un Fernandes Gravity de 5 cuerdas plateado y un Fender Precision de 4 cuerdas vintage white desde Infectious Grooves. Robert Trujillo está patrocinado por Warwick Bass y tiene varios modelos dedicados, el más famoso es el Streamer de 4 cuerdas con acabado rusty. Estos modelos tienen forma Streamer y pastillas EMG activas tipo jazzbass. El bajista comentó que los bajos Warwick tenían un mástil muy cómodo.
Sus bajos suenan a través de amplificadores y pantallas Ampeg completados con pedales MXR de distorsión y ecualización y un Dunlop Cry Baby de efecto Wah.

## Discografía
- Black Label Society
  - 1919 Eternal - 2002
  - Boozed, Broozed, and Broken-Boned (DVD) - 2002
- Jerry Cantrell
  - Degradation Trip - 2002
  - Degradation Trip Volumes 1 & 2 - 2002
- Suicidal Tendencies
  - Controlled By Hatred/Feel Like Shit...Déjà Vu- 1989 (aparece como "Stymee")
  - Lights...Camera...Revolution! - 1990
  - Art Of Rebellion - 1992
  - Still Cyco After All These Years -1993
  - Suicidal For Life - 1994
  - Prime Cuts: The Best of Suicidal Tendencies - 1997
- Infectious Grooves
  - The Plague That Makes Your Booty Move...It's the Infectious Grooves - 1991
  - Sarsippius' Ark - 1993
  - Groove Family Cyco - 1994
  - Mas Borracho - 2000
- Glenn Tipton
  - Baptizm of Fire - 1997
- Mass Mental
  - How To Write Love Songs - 1999
  - Live In Tokyo - 2001
- Ozzy Osbourne
  - Down to Earth - 2001
  - Blizzard of Ozz Reedición - 2002
  - Diary Of A Madman Reedición - 2002
  - Live At Budokan - 2002
- Metallica
  - Some Kind of Monster - 2004 (documental)
  - Maiden Heaven - 2008 (Canción Remember Tomorrow)
  - Death Magnetic - 2008
  - Français Pour Une Nuit (DVD) - 2009
  - Orgullo, Pasión y Gloria: Tres Noches en la Ciudad de México (DVD) -Foro Sol 2009
  - The Big 4 Live From Sofia, Bulgaria - 2010
  - Lulu - 2011
  - Beyond Magnetic - 2011
  - Hardwired... to Self-Destruct - 2016
  - S&M² - 2020
  - 72 Seasons - 2023